# Alain Moineau
Alain Pierre Jean Moineau (ur. 15 maja 1928 w Clichy, zm. 20 października 1986 w Marsylii) – francuski kolarz szosowy, brązowy medalista olimpijski.

## Kariera
Największy sukces w karierze Alain Moineau osiągnął w 1948 roku, kiedy wspólnie z José Beyaertem i Jacquesem Dupontem zdobył brązowy medal w drużynowym wyścigu ze startu wspólnego podczas igrzysk olimpijskich w Londynie. W rywalizacji indywidualnej Francuz został sklasyfikowany na jedenastej pozycji. Poza igrzyskami wygrał między innymi po jednym etapie w Tour d’Algérie w 1952 roku i Tour de Luxembourg w 1950 roku, a w latach 1950 i 1951 wygrywał Circuit des cols Pyrénéens. Nigdy nie zdobył medalu na szosowych mistrzostwach świata. Startował w profesjonalnym peletonie w latach 1950–1956.
Jego ojciec, Julien Moineau, również był kolarzem.